# NGC 4895
NGC 4895 est une vaste galaxie lenticulaire relativement éloignée et située dans la constellation de la Chevelure de Bérénice. Sa vitesse par rapport au fond diffus cosmologique est de 8 795 ± 19 km/s, ce qui correspond à une distance de Hubble de 129,7 ± 9,1 Mpc (∼423 millions d'al). NGC 4895 a été découverte par l'astronome prussien Heinrich Louis d'Arrest en 1864.
Selon la base de données Simbad, NGC 4895 est une galaxie LINER, c'est-à-dire une galaxie dont le noyau présente un spectre d'émission caractérisé par de larges raies d'atomes faiblement ionisés.
À ce jour, six mesures non basées sur le décalage vers le rouge (redshift) donnent une distance de 95,550 ± 25,899 Mpc (∼312 millions d'al), ce qui est à l'intérieur des valeurs de la distance de Hubble. Notons cependant que c'est avec la valeur moyenne des mesures indépendantes, lorsqu'elles existent, que la base de données NASA/IPAC calcule le diamètre d'une galaxie et qu'en conséquence le diamètre de NGC 4895 pourrait être d'environ 80,4 kpc (∼262 000 al) si on utilisait la distance de Hubble pour le calculer.
La désignation DRCG 27-206 est utilisée par Wolfgang Steinicke pour indiquer que cette galaxie figure au catalogue des amas galactiques d'Alan Dressler. Les nombres 27 et 206 indiquent respectivement que c'est le 27e amas de la liste, soit Abell 1656 (l'amas de la Chevelure de Bérénice), et la 206e galaxie de cet amas. Cette même galaxie est aussi désignée par ABELL 1656:[D80] 206 par la base de données NASA/IPAC, ce qui est équivalent. Dressler indique que NGC 4889 est une galaxie lenticulaire de type S0.

## Note historique
Toutes les sources consultées indiquent que NGC 4895 est la galaxie PGC 44737, mais le professeur Seligman indique que cette galaxie est possiblement la même que NGC 4896 découverte par Guillaume Bigourdan le 12 mai 1885. C'est ce que Harold Corwin affirme.

## Groupe de NGC 4889
NGC 4895 fait partie du groupe de NGC 4889, la galaxie la plus brillante de ce groupe. Ce groupe de galaxies compte au moins 18 membres. Les autres galaxies du groupe sont NGC 4789, NGC 4807, NGC 4816, NGC 4819, NGC 4827, NGC 4839, NGC 4841, NGC 4848, NGC 4853, NGC 4874, NGC 4889, NGC 4911, NGC 4926, NGC 4944, NGC 4966, NGC 4841A et UGC 8017 (noté 1250+2839 dans l'article de Mahtessian pour CGCG 1250.4+2839).
Le groupe de NGC 4889 fait partie de l'Amas de la Chevelure de Bérénice.